# Hénin-Beaumont
Hénin-Beaumont je mesto in občina v severnem francoskem departmaju Pas-de-Calais regije Nord-Pas-de-Calais. Leta 1999 je mesto imelo 25.178 prebivalcev.

## Geografija
Kraj leži v severni Franciji, 11 km vzhodnono od Lensa, 26 km severovzhodno od Arrasa.

## Administracija
Hénin-Beaumont je sedež istoimenskega kantona, v katerega je poleg njegove vključena še občina Noyelles-Godault. Manjši del občine se nahaja v kantonu Montigny-en-Gohelle. Oba kantona se nahajata v okrožju Lens.

## Zgodovina
Občina je nastala leta 1971 z združitvijo do tedaj samostojnih občin Hénin-Liétard in Beaumont-en-Artois.

## Pobratena mesta
- Herne (Nemčija),
- Konin (Poljska),
- Rufisque (Senegal),
- Wakefield (Anglija, Združeno kraljestvo).